# Europarlamentari della Danimarca della IX legislatura
Gli europarlamentari della Danimarca della IX legislatura, eletti in occasione delle elezioni europee del 2019, sono stati i seguenti.

## Composizione storica
| Europarlamentare        | Lista                            | Gruppo    |
| ----------------------- | -------------------------------- | --------- |
| Margrete Auken          | Partito Popolare Socialista      | Verdi/ALE |
| Asger Christensen       | Venstre                          | RE        |
| Niels Fuglsang          | Socialdemocratici                | S&D       |
| Søren Gade              | Venstre                          | RE        |
| Peter Kofod             | Partito Popolare Danese          | ID        |
| Morten Løkkegaard       | Venstre                          | RE        |
| Karen Melchior          | Sinistra Radicale                | RE        |
| Kira Marie Peter-Hansen | Partito Popolare Socialista      | Verdi/ALE |
| Morten Petersen         | Sinistra Radicale                | RE        |
| Christel Schaldemose    | Socialdemocratici                | S&D       |
| Nikolaj Villumsen       | Lista dell'Unità - I Rosso-Verdi | GUE/NGL   |
| Marianne Vind *         | Socialdemocratici                | S&D       |
| Pernille Weiss          | Partito Popolare Conservatore    | PPE       |

## Modifiche intervenute

### Europarlamentari eletti per effetto dell'attribuzione di seggi ulteriori
- In data 01.02.2020 è proclamata eletta Linea Søgaard-Lidell (Venstre, gruppo RE).